# James Arthur Williams
James Arthur Williams, más conocido como Jim Williams (11 de diciembre de 1930 - 14 de enero de 1990) fue una conocida figura típicamente "folk" de la ciudad de Savannah, en Estados Unidos. De origen humilde, labró una rápida fortuna en el mundo inmobiliario y del arte. Alcanzó la notoriedad internacional cuando se vio envuelto en un crimen que dio origen a la novela Medianoche en el Jardín del bien y del mal de John Berendt.

## Biografía
Proveniente de familia humilde de Mâcon (su madre, Blanche Williams, era secretaria), labró su futuro tras un golpe de suerte con el mundo de las antigüedades. Su gran pasión era la restauración de casas antiguas del casco viejo de Savannah, por aquel entonces (plena época de los 60), un amasijo de mansiones al borde de la ruina. Coleccionista de antigüedades curiosas, como banderas nazis, que según él guardaba por mero interés histórico, o innumerables objetos de Fabergé, amasó una enorme fortuna que lo colocaba directamente entre los hombres más ricos y prestigiosos no solo de Georgia, sino de Estados Unidos. 
Durante muchos años fue célebre por sus opulentas fiestas, que celebraba cada año en Navidad; incluso muchas de ellas fueron cubiertas por periodistas especializados. Su residencia estaba en Mercer House, en Savannah, en un lugar privilegiado entre grandes mansiones y jardines frondosos, donde había vivido el propio Johnny Mercer, compositor de la mayoría de las canciones de Frank Sinatra.

## Asesinato
En 1981 llegó su ruina social cuando tiroteó, aún en circunstancias poco claras, a su amante y ayudante del taller de restauración Danny Hansford; tras varios juicios llenos de escándalos, testigos y pruebas inconcluyentes, fue puesto en libertad tras pasar algún tiempo en la cárcel, desde donde seguía manteniendo una existencia a todo lujo.

## Fallecimiento
Jim Williams murió en 1990 a causa de neumonía, y también por un fallo en el corazón.

## En la cultura popular
Fue inmortalizado para siempre por el novelista John Berendt, quien lo retrató, con todas sus virtudes, fallos y poses, en el libro de viajes Medianoche en el Jardín del bien y del mal; años más tarde, en 1997, el actor estadounidense Kevin Spacey lo interpretó a la perfección en la película del mismo título, dirigida por Clint Eastwood.